# Velimir Ivić
Velimir Ivić est un joueur d'échecs serbe né le 27 août 2002 à Belgrade, grand maître international depuis 2020.
Au 1er novembre 2020, il est le numéro quatre serbe avec un classement Elo de 2 581 points.

## Biographie et carrière
Ivić a représenté la Serbie lors de l'olympiade d'échecs de 2018, marquant 4,5 points sur 7 à l'échiquier de réserve.
Il a également été sélectionné au quatrième échiquier de l'équipe de Serbie  au championnat d'Europe d'échecs des nations, marquant 4,5 points sur 8. La Serbie finit à la 23e place de la compétition.
Lors de la Coupe du monde d'échecs 2021, il bat l'Américain Robert Hungaski au premier tour, l'Espagnol Francisco Vallejo Pons au deuxième tour, l'Allemand Matthias Blübaum au troisième tour et le Russe Dmitri Andreïkine au quatrième tour. Il est battu au cinquième tour (huitième de finale) par le Russe Vladimir Fedosseïev.
| Année | Lieu   | Résultat                            | Ultime adversaire      | Adversaires battus                                                           |
| ----- | ------ | ----------------------------------- | ---------------------- | ---------------------------------------------------------------------------- |
| 2021  | Sotchi | cinquième tour (huitième de finale) | Vladimir Fedosseïev    | Robert Hungaski, Francisco Vallejo Pons, Matthias Blübaum, Dmitri Andreïkine |
| 2023  | Bakou  | deuxième tour                       | Francisco Vallejo Pons | Ediz Gurel                                                                   |

Il remporte le championnat de Serbie d'échecs en 2022.